# 素罗汗山之战
素罗汗山之战是唐朝与吐蕃的战争中的一次战役。万岁通天元年（696年）三月，武周将领王孝杰在素罗汗山（今甘肃省临洮县境内）率军抗击吐蕃军。
695年，吐蕃赞普器弩悉弄除掉噶尔家族的重臣勃伦赞刃。勃伦赞刃的哥哥論欽陵想要再建战功，来保全自身。七月，与弟弟論赞婆率軍从临洮进攻河西，来断绝中原与西域的联系。武周任命王孝杰为肃边道行军大总管，娄师德为副总管，率军迎战。696年三月，两军在素罗汗山交战。論欽陵亲自率兵击杀，阻截周军，周军多有伤亡。吐蕃军进击凉州（治所在姑臧县，今甘肃省武威市），凉州都督许钦明被俘。武则天把王孝杰被削官为民，娄师德贬为原州员外司马。周军元气大伤，无力再战。吐蕃随后内乱，論欽陵遇害，双方重开会盟。